# Ensino secundário em Portugal
Em Portugal, segundo a Lei de Bases do Sistema Educativo, o ensino secundário constitui o estágio seguinte ao ensino básico, no âmbito da educação escolar. É ministrado normalmente a jovens com idades compreendidas entre os 15 e os 18 anos, correspondendo internacionalmente, ao nível 3 do ISCED.
O ensino secundário organiza-se segundo formas diferenciadas, contemplando tanto cursos orientados para a vida ativa, como cursos orientados para o prosseguimento de estudos. Os cursos têm a duração de três anos, compreendendo o 10.º, o 11.º e o 12.º anos de escolaridade.
O acesso ao ensino secundário é feito depois de completo com sucesso o ensino básico. Até 2009, o ensino secundário era facultativo. A partir de então, na sequência da Lei n.º 85/2009 de 27 de agosto, tornou-se universal, gratuito e obrigatório.
Os estabelecimentos públicos onde é ministrado o ensino secundário têm a designação genérica de "escola secundária".

## Objetivos
Constituem objetivos genéricos do ensino secundário:
1. Assegurar o desenvolvimento do raciocínio, da reflexão e da curiosidade científica e o aprofundamento dos elementos fundamentais de uma cultura humanística, artística, científica e técnica;
2. Facultar conhecimentos necessários à compreensão das manifestações estéticas e culturais e possibilitar o aperfeiçoamento da expressão artística;
3. Fomentar a aquisição e a aplicação de um saber cada vez mais aprofundado;
4. Formar jovens interessados na resolução dos problemas do País e sensibilizados para os problemas da comunidade internacional;
5. Facultar contactos e experiências com o mundo do trabalho;
6. Favorecer a orientação e formação profissional;
7. Criar hábitos de trabalho individual e em grupo.[1]

## História

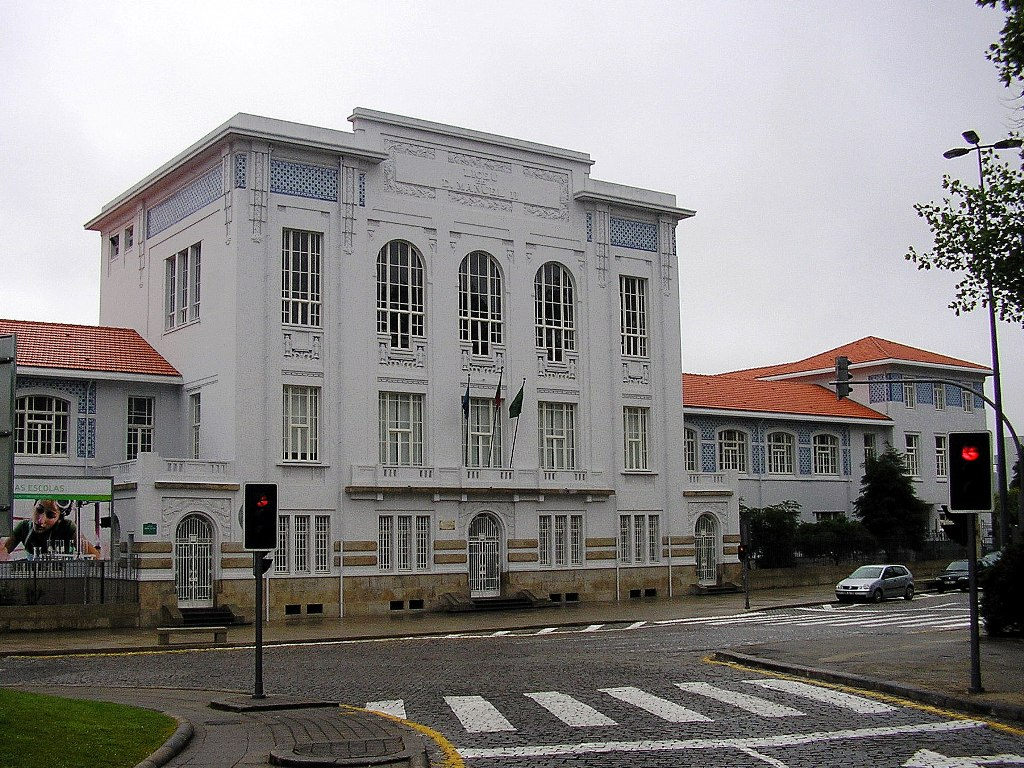
Antigo Liceu D. Manuel II no Porto.

O que é hoje chamado de ensino secundário, tem origem no ensino das "artes" ministrado, desde o século XVI, em diversos mosteiros e colégios, a maioria dos quais geridos por ordens religiosas. As "artes" incluíam matérias como gramática, latim, português, grego, história, geografia, matemática, retórica, humanidades e filosofia. Surgem colégios célebres como o Real Colégio das Artes e Humanidades, fundado pelo Rei D. João III em Coimbra, cuja frequência passa a ser obrigatória para acesso à Universidade de Coimbra em 1561. No final do século XVIII, por impulso do Marquês de Pombal, o ensino é estatizado, uniformizado e secularizado, sendo encerrados muitos dos estabelecimentos escolares controlados pelos Jesuítas.
Depois do estabelecimento do Liberalismo em Portugal, em 1836 é criado o ensino liceal, com o primeiro liceu a abrir em 1839. O curso liceal tem a duração de quatro anos. A partir de 1872, o curso nos liceus de 1ª classe passa ter seis anos, mantendo-se em quatro anos nos liceus de 2ª classe. Em 1880, o curso liceal passa a ter uniformemente seis anos, sendo que os dois últimos passam a estar divididos em dois ramos, o das letras e o das ciências.
Em 1895 dá-se uma grande reforma no ensino, liderada por João Franco e Jaime Moniz. A organização do ensino liceal saída desta reforma ainda é a base do atual ensino secundário, bem como da parte final do ensino básico. O ensino liceal passa a estar dividido em dois cursos sequenciais. O curso geral dura cinco anos, seguindo-se o curso complementar com dois anos. Em 1905, o curso geral é dividido no 1º e no 2º segundo ciclos e consagra-se a divisão do curso complementar em duas vias de ensino, a de letras e a de ciências. Paralelamente ao ensino liceal, vocacionado para preparar os alunos para a frequência do ensino superior, desenvolve-se o ensino técnico de caráter mais prático e vocacional.
Em 1948, dá-se uma nova reforma do ensino, sendo publicados os novos estatutos do ensino liceal e técnico, que passam a ser globalmente referidos como ensino secundário. Os dois ciclos do ensino liceal passam a ser etapas separadas, passando aquele a compreender o 1º ciclo com dois anos, o curso geral com três anos e o curso complementar com dois anos. O ensino técnico passou a compreender duas etapas, o 1º grau ou ciclo preparatório com dois anos e o 2º grau com até quatro anos, com cursos nas áreas dos serviços, formação feminina, indústria e artes.
A nova reforma no ensino, ocorrida em 1967, funde o 1º ciclo do ensino liceal com o ciclo preparatório do ensino técnico, dando origem ao ciclo preparatório do ensino secundário, comum aos dois ramos de ensino. Paralelamente, o ensino técnico é reorganizado segundo o modelo do ensino liceal, passando a compreender um curso geral de três anos e um curso complementar de dois anos.
Em 1973, é publicada a primeira Lei de Bases do Sistema Educativo que prevê a fusão do ensino liceal e técnico. Na sequência do 25 de abril de 1974, é implementada a fusão dos dois ramos de ensino. Logo em 1974, os liceus e escolas técnicas começam a ser transformadas em escolas secundárias. Em 1975, o ensino técnico é extinto, e em 1976 começa a entrar em funcionamento o ensino secundário unificado, cuja implementação irá durar até 1981. O ensino secundário unificado é constituído pelo curso geral - compreendendo o 7º, 8º e 9º anos - e pelo curso complementar - compreendendo o 10º e o 11º anos. Entretanto - como medida para limitar o acesso ao ensino superior - em 30 de maio de 1975 é criado o serviço cívico com a duração de um ano, entre o ensino secundário e o superior. O serviço cívico é substituído pelo ano propedêutico em 1977, o qual é transformado no 12º ano em 1981.
Em 1986 é publicada a atual Lei de Bases do Sistema Educativo que reorganiza o ensino. O anterior curso geral do ensino secundário passa a fazer parte do novo ensino básico, como seu 3º ciclo. O antigo curso complementar mais o 12º ano passam a constituir o novo ensino secundário. Na década de 1990, o ensino secundário é massificado, abrangendo, no final da década, mais de 70 % dos jovens com idades entre os 15 e os 18. Em 2009, o ensino secundário passa a ser obrigatório.

## Modalidades

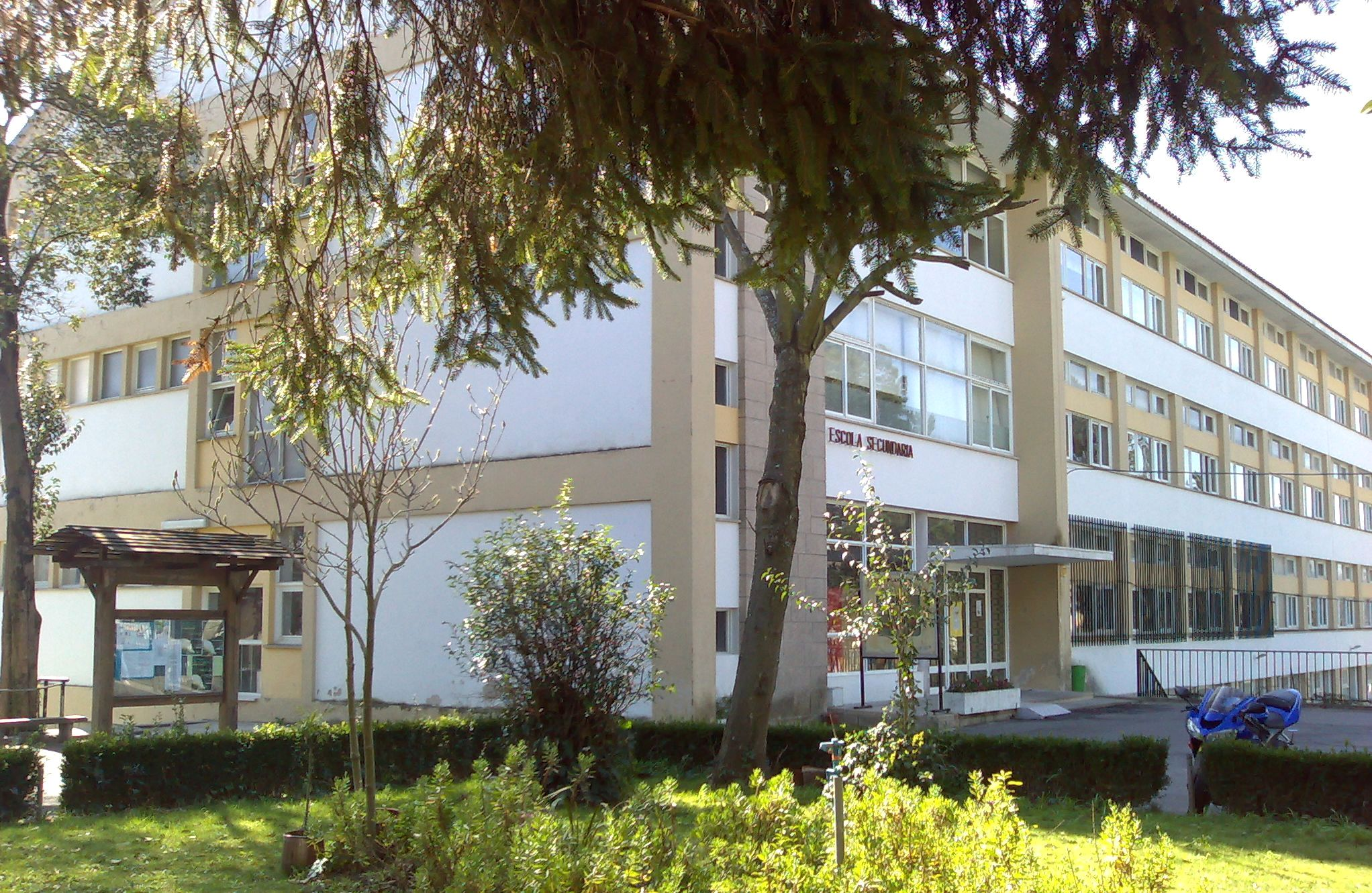
Escola Secundária de Gondomar.

O ensino secundário é realizado em cursos com diversas modalidades. Atualmente, existem as seguintes:
1. Cursos artísticos especializados - destinam-se a proporcionar formação nas áreas das artes visuais, audiovisuais, dança e música. São cursos de nível secundário com a duração de três anos letivos, correspondentes aos 10.º, 11.º e 12.º anos de escolaridade. Os cursos de artes visuais e audiovisuais estão orientados numa dupla perspetiva: o prosseguimento de estudos em cursos de especialização tecnológica ou de ensino superior e a inserção no mundo do trabalho.
2. Cursos científico-humanísticos - são vocacionados para o prosseguimento de estudos de nível superior, de caráter universitário ou politécnico, têm a duração de 3 anos lectivos correspondentes aos 10.º, 11.º e 12.º anos de escolaridade.
3. Cursos de Aprendizagem - são cursos de formação profissional inicial, em alternância, dirigidos a jovens, privilegiando a sua inserção no mercado de trabalho e permitindo o prosseguimento de estudos.
4. Cursos de educação e formação (CEF) - são uma oportunidade para frequência ou conclusão da escolaridade de seis, nove ou 12 anos e, simultaneamente, para preparação da entrada no mercado de trabalho com qualificação escolar e profissional. Os CEF integram quatro componentes de formação: sociocultural, científica, tecnológica e prática.
5. Cursos profissionais - são uma modalidade de educação, inserida no ensino secundário, que se carateriza por uma forte ligação com o mundo profissional. A aprendizagem valoriza o desenvolvimento de competências para o exercício de uma profissão, em articulação com o sector empresarial local.
6. Cursos tecnológicos - são cursos profissionalmente qualificantes e estão orientados numa dupla perspectiva: a inserção no mundo do trabalho e o prosseguimento de estudos para os cursos pós-secundários de especialização tecnológica e para o ensino superior.
7. Cursos das escolas de hotelaria e turismo - os cursos de formação profissional das escolas de hotelaria e turismo: de Cozinha, de Pastelaria, de Restaurante de Bar e de Hotelaria e Turismo, inserem-se num sistema setorial de formação (tutela do Ministério da Economia, da Inovação e do Desenvolvimento). Esta formação específica para o sector do Turismo é desenvolvida pela rede nacional de escolas de hotelaria e turismo, do Turismo de Portugal, I. P..

## Ensino recorrente
É uma modalidade da educação de adultos, que proporciona uma segunda oportunidade de formação que permita conciliar os estudos com o exercício de uma actividade profissional. Funciona em sistema de módulos (cursos científico-humanísticos, cursos tecnológicos e cursos artísticos especializados) e de unidades capitalizáveis (cada disciplina está organizada por unidades, quando o aluno completa uma unidade, realiza uma prova de avaliação visando capitalizar a unidade e passar a frequentar a unidade seguinte, deste modo um aluno que interrompa os estudos, poderá retornar para a unidade imediatamente a seguir à última que capitalizou).

## Formação pós-secundária não-superior
Os cursos de especialização tecnológica, embora possam ser ministrados em escolas secundárias já não se situam no nível do ensino secundário.